# Тріада (мінералогія)
Тріада (рос. триада, англ. triad, нім. Triade f) — в мінералогії — двійники зростання трьох індивідів з паралельними швами і трьома взаємноперпендикулярними осями. У плагіоклазів — головна форма двійникування. Розрізняють тріади основні і вищих порядків. Останні обумовлюють виникнення комплексних двійників. (М. А. Усов, 1910).